# Клос, Гаспар
Гаспар Клос (фр. Gaspar Claus, род. 21 августа 1983) — французский виолончелист, композитор и продюсер.
Известен своим экспериментальным подходом, сочетающим современную музыку, импровизацию, традиционные формы и междисциплинарные коллаборации.
Он также является основателем независимого лейбла Les Disques du Festival Permanent.

## Биография
Гаспар Кло — сын гитариста фламенко Педро Солера.
Начал играть на виолончели в возрасте пяти лет в Баньюльс-сюр-Мер, продолжил обучение в консерватории Перпиньяна (1990—2000), а также у Филиппа Мюллера (1996—2000).
В 2007 году получил степень по философии в Сорбонне.

## Творческая деятельность

### Сотрудничество и проекты
Клос рано развил кросс-дисциплинарный подход к виолончели, сотрудничая с разными художниками.
Он часто выступал со своим отцом Педро Солером, в том числе на альбомах Barlande (2014) и Al Viento (2016) (InFiné), а также на Serrana (2017) с певицей Инес Бакан.
Он также сотрудничал с певицей Marion Cousin, а также с экспериментальными музыкантами Сержем Тейссо-Ге (Noir Désir), Жоэль Леандр, Каспером Клаусеном (Efterklang) и Айданом Бейкером.
Он является участником трио Vacarme с Кристель Лассор и Карлой Пальон.
Клос также сотрудничал с международными артистами, такими как Брайс Десснер, Джим О’Рурк, Мэтт Эллиотт и Суфьян Стивенс.
Среди его близких соратников — режиссёр и исследователь музыки Венсан Мун, который оказал большое влияние на его мировоззрение и приверженность музыкальному разнообразию.
Его проект One Night Stand представляет собой импровизированные музыкальные встречи артистов из разных направлений (в Париже и Берлине).
Он также участвовал в театральных постановках с Mathilde Delahaye (Je vous écoute, TNS), перформансах с Дени Лаваном (Nijinski), танцевальных проектах с Mélanie Perrier (Quand j’ai vu mon ombre vaciller) и других гибридных представлениях.

### Лейбл
В 2016 году он основал независимый лейбл Les Disques du Festival Permanent, выпускающий его проекты и проекты его соратников.

## Дискография (выборочно)

### Сольные альбомы
- Tancade (2021) — InFiné / Les Disques du Festival Permanent
- 2359 (EP, 2022)
- Scaphandre (EP, 2023)
- Le Fil (2024) — саундтрек к фильму Даниэля Отейя, официальный выбор Каннского фестиваля
- Un Monde Violent (2025) — музыка к фильму Максима Каперана

### Совместные проекты
- Barlande (2014) и Al Viento (2016) с Педро Солером
- Jo estava que m’abrasava (2016), с Marion Cousin
- Claus & Clausen (2016), с Каспером Клаусеном
- Serrana (2017), с Инес Бакан и Педро Солером
- Kintsugi / Yoshitsune (2017), с Сержем Тейссо-Ге и Kakushin Nishihara
- Orchard (2018), с Айданом Бейкером, Максимом Тиссераном и Франком Лорино
- Vacarme (с 2017 года), с Кристель Лассор и Карлой Пальон

## Музыка для фильмов
- Makala (2017), реж. Эммануэль Гра — главный приз Недели критики, Канны
- Vif Argent (2019), реж. Стефан Батью — призы Louis-Delluc и Jean Vigo
- Kongo (2019), реж. Hadrien La Vapeur и Corto Vaclav — ACID Cannes
- Le Fil (2024), реж. Даниэль Отей — официальный выбор Канн
- Un Monde Violent (2025), реж. Максим Каперан — оригинальная музыка Гаспара Кло

## Документальные фильмы
В 2023 году он появляется в фильме Entrañas с отцом, Педро Солером, снятом Томасом Рабийоном.
Фильм, снятый в регионе Альби, рассказывает об их музыкальной и семейной связи. Доступен на Arte Concert.

## Концертные площадки
Гаспар Клос выступал в крупнейших залах Франции: Парижская филармония, Олимпия, Буфф дю Нор, Le Lieu Unique, La Passerelle (Сен-Бриё), Токийский дворец, TNS Strasbourg, Fondation Louis Vuitton, Maison de la Poésie.
А также за границей: Barbican (Лондон), Le Poisson Rouge (Нью-Йорк), All Tomorrow’s Parties (Великобритания), Villa Medici (Рим), Токио, Копенгаген, Берлин.

## Фестивали
Он принимал участие в: Jazz à Porquerolles, Nuits de Fourvière, Festival Yeah!, Printemps de Bourges, Авиньонском фестивале, People Festival (Берлин), Mawazine (Марокко).

## Стиль и влияния
Гаспар Клос изучает музыку без иерархий: современная, фламенко, chanson, noise, электроника и импровизация.
Он воспринимает виолончель как органический инструмент, создающий богатую текстуру.
На него влияют академическая и популярная музыка, устные традиции и авангард.

## Награды
- 2017: Главный приз Недели критики за Makala
- 2019: Призы Louis-Delluc и Jean Vigo за Vif Argent
- 2024: Официальный выбор Канн за Le Fil